# Maine Celtics
Die Maine Celtics sind ein US-amerikanisches Basketballteam, das in Portland, Maine beheimatet ist und in der NBA G-League spielt. Sie wurden als Farmteam der Charlotte Hornets, der Philadelphia 76ers und der Boston Celtics unter dem Namen Maine Red Claws gegründet, bevor sie 2012 allein den Boston Celtics zugeordnet wurden, die sie 2019 vollständig erwarben und 2021 umbenannten. 
Das Team existiert, weil sich die G-League weiter nach Portland (Maine) ausbreitete. Am 21. Juli 2009 wurde Austin Ainge der erste Coach des Teams.  Es gab eine Wahl, um den Namen des Teams auszuwählen. Red Claws gewann vor Beacons, Crushers, Destroyers, Swarm und Traps. 
In den ersten drei Jahren der Geschichte der Franchise konnten sie die Play-offs um die Meisterschaft nicht erreichen. In der Saison 2012/13 gelang dann unter ihrem neuen Trainer Mike Taylor, der zuvor lange Zeit in Deutschland gearbeitet hatte, erstmals der Einzug in die Play-offs, in denen man in der ersten Runde ausschied. 
Zur Saison 2021/22 benannten sich die Maine Red Claws um in Maine Celtics.

## Bekannte ehemalige Spieler
- Bill Walker
- Lester Hudson
- Sherron Collins
- Avery Bradley
- Craig Brackins
- Jabari Bird